# Просто помиловать
«Просто помиловать» (англ. Just Mercy) — американская драма Дестина Креттона. В главных ролях: Бри Ларсон и Майкл Б. Джордан. Премьера фильма состоялась 9 сентября 2019 года на Кинофестивале в Торонто.

## Сюжет
В центре сюжета юрист Брайан Стивенсон, сражающийся за равные права для всех слоёв населения, даже для тех лиц, которые не могут себе позволить профессионального адвоката…
Фильм основан на реальных событиях.

## В ролях
| Актёр             | Роль               |
| ----------------- | ------------------ |
| Майкл Б. Джордан  | Брайан Стивенсон   |
| Джейми Фокс       | Уолтер Макмиллиан  |
| Бри Ларсон        | Ева Энсли          |
| Тим Блейк Нельсон | Ральф Майерс       |
| О’Ши Джексон мл.  | Энтони Рей Хинтон  |
| Дрю Шейд          | Линус              |
| Роб Морган        | Герберт Ричардсон  |
| Рода Гриффис      | судья Памела Бачеб |
| Стив Култер       | судья Бёрен        |
| Мэри Крафт        |                    |